# Nathalie Lemel
Nathalie Lemel (Brest, 1827-Ivry-sur-Seine, 1921) fue una militante anarquista, comunard y encuadernadora,francesa miembro de la Unión de Mujeres (Union des Femmes) en la Comuna de París.

## Biografía
Nacida en la localidad bretona de Brest en 1827, se unió a la Internacional en 1866. Lemel, que participó en la fundación de una cooperativa de comida en París llamada «La Marmite», se convirtió en una de las líderes de la Union des Femmes de la Comuna de París, y formó parte del célebre grupo de mujeres que aguantó cuatro horas a las tropas de Versalles en la Plaza Blanche. Fue deportada a Nueva Caledonia, donde aparecieron rumores de una relación lésbica con la también deportada Louise Michel. Falleció en Ivry-sur-Seine en 1921.